# Thaumatogelis mingetshauricus
Thaumatogelis mingetshauricus är en stekelart som först beskrevs av Bogacev 1946.  Thaumatogelis mingetshauricus ingår i släktet Thaumatogelis och familjen brokparasitsteklar. Inga underarter finns listade i Catalogue of Life.